# Elia María Martínez Martínez
Elia María Martínez Martínez (Murcia, Región de Murcia, España, 25 de octubre de 1979) es una árbitra de fútbol español de la Primera División Femenina de España. Pertenece al Comité de Árbitros de la Región de Murcia. Fue árbitra internacional FIFA desde el 2005 hasta el 2017.

## Trayectoria
Ascendió a la máxima categoría del fútbol femenino español el año 2017, cuando esta fue creada para que la Primera División Femenina de España fuera dirigida únicamente por árbitras. Su categoría en el fútbol masculina corresponde a la Tercera División de España.

## Temporadas
| Categoría        | País   | Año   |
| ---------------- | ------ | ----- |
| Primera División | España | 2017- |